# Corporación Deportes Quindío
O Deportes Quindío é um clube de futebol colombiano da cidade de Armenia, capital do Departamento de Quindío, que tem como maior destaque ter sido campeão colombiano de 1956.

## Títulos

### Nacionais
- Campeonato Colombiano:1 1956.
- Campeonato Colombiano da Segunda Divisão:1 2001.